# Braunsapis praesumptiosa
Braunsapis praesumptiosa är en biart som först beskrevs av Michener 1961.  Braunsapis praesumptiosa ingår i släktet Braunsapis och familjen långtungebin. Inga underarter finns listade.

## Bildgalleri

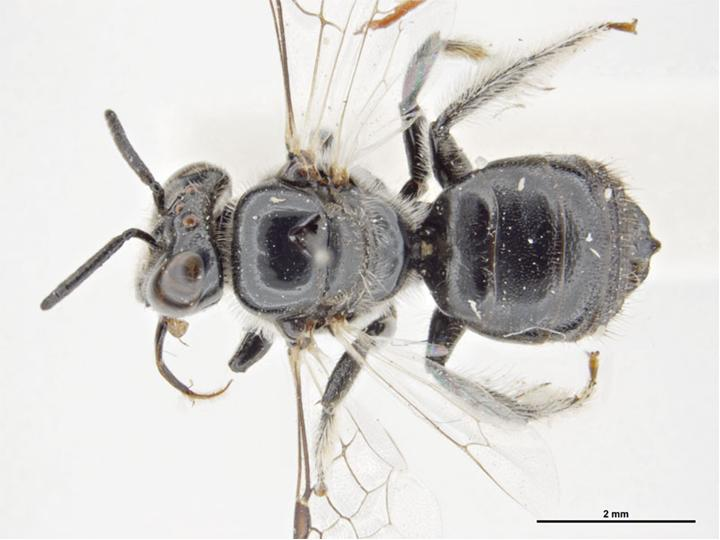